# Finale de la Coupe d'Europe des vainqueurs de coupe 1985-1986
La finale de la Coupe d'Europe des vainqueurs de coupe 1985-1986 est la 26e finale de la Coupe d'Europe des vainqueurs de coupe, organisée par l'UEFA. Ce match de football a lieu le 2 mai 1986 au stade de Gerland de Lyon, en France.
Elle oppose l'équipe espagnole de l'Atlético Madrid aux Soviétiques du Dynamo Kiev. Le match se termine par une victoire des Kievains sur le score de 3 buts à 0, ce qui constitue leur deuxième sacre dans la compétition après 1975, ainsi que leur deuxième titre européen.
Vainqueur de la finale, le Dynamo Kiev est à ce titre qualifié pour la Supercoupe d'Europe 1986 contre le Steaua Bucarest, vainqueur de la finale de la Coupe des clubs champions européens.

## Parcours des finalistes
Note : dans les résultats ci-dessous, le score du finaliste est toujours donné en premier (D : domicile ; E : extérieur).
| Atlético Madrid          | Atlético Madrid | Atlético Madrid | Atlético Madrid |                     | Dynamo Kiev           | Dynamo Kiev | Dynamo Kiev | Dynamo Kiev |
| ------------------------ | --------------- | --------------- | --------------- | ------------------- | --------------------- | ----------- | ----------- | ----------- |
| Adversaire               | Total           | Aller           | Retour          | Tour                | Adversaire            | Total       | Aller       | Retour      |
| Celtic Glasgow           | 3 - 2           | 1 - 1 (D)       | 2 - 1 (E)       | Seizièmes de finale | FC Utrecht            | 5 - 3       | 1 - 2 (E)   | 4 - 1 (D)   |
| Bangor City              | 3 - 0           | 2 - 0 (E)       | 1 - 0 (D)       | Huitièmes de finale | Universitatea Craiova | 5 - 2       | 2 - 2 (E)   | 3 - 0 (D)   |
| Étoile rouge de Belgrade | 3 - 1           | 2 - 0 (E)       | 1 - 1 (D)       | Quarts de finale    | Rapid Vienne          | 9 - 2       | 4 - 1 (E)   | 5 - 1 (D)   |
| Bayer Uerdingen          | 4 - 2           | 1 - 0 (D)       | 3 - 2 (E)       | Demi-finales        | Dukla Prague          | 4 - 1       | 3 - 0 (D)   | 1 - 1 (E)   |

## Match
| ·             |                        |     |
| Titulaires :  |                        |     |
|               |                        |     |
| 1             | Ubaldo Fillol          |     |
| 2             | Tomás Reñones          |     |
| 3             | Clemente (en)          |     |
| 4             | Juan Carlos Arteche    |     |
| 5             | Miguel Ángel Ruiz (en) |     |
| 6             | Julio Prieto (en)      |     |
| 7             | Mario Cabrera          |     |
| 8             | Quique Ramos           |     |
| 9             | Jorge da Silva         |     |
| 10            | Jesús Landáburu        | 61e |
| 11            | Roberto Marina         |     |
|               |                        |     |
| Remplaçants : |                        |     |
| 12            | Balbino García         |     |
| 13            | Ángel Mejías (en)      |     |
| 14            | Quique Setién          | 61e |
| 15            | Pedraza Gómez          |     |
| 16            | Juan José Rubio        |     |
|               |                        |     |
| Entraîneur :  |                        |     |
| Luis Aragonés |                        |     |

| ·                 |                         |     |
| Titulaires :      |                         |     |
|                   |                         |     |
| 1                 | Viktor Chanov           |     |
| 2                 | Volodymyr Bezsonov      |     |
| 3                 | Sergueï Baltacha        | 38e |
| 4                 | Oleg Kuznetsov          |     |
| 5                 | Anatoli Demyanenko      |     |
| 6                 | Vasyl Rats              |     |
| 7                 | Pavel Yakovenko         |     |
| 8                 | Ivan Yaremchuk          |     |
| 9                 | Oleksandr Zavarov       | 70e |
| 10                | Igor Belanov            |     |
| 11                | Oleg Blokhine           |     |
|                   |                         |     |
| Remplaçants :     |                         |     |
| 12                | Mykhaylo Mykhaylov (en) |     |
| 13                | Vasyl Yevseyev (en)     |     |
| 14                | Andriy Bal              | 38e |
| 15                | Vadym Yevtushenko       | 70e |
| 16                | Oleksiy Mykhaylychenko  |     |
|                   |                         |     |
| Entraîneur :      |                         |     |
| Valeri Lobanovski |                         |     |

| ·             |                        |     |
| Titulaires :  |                        |     |
|               |                        |     |
| 1             | Ubaldo Fillol          |     |
| 2             | Tomás Reñones          |     |
| 3             | Clemente (en)          |     |
| 4             | Juan Carlos Arteche    |     |
| 5             | Miguel Ángel Ruiz (en) |     |
| 6             | Julio Prieto (en)      |     |
| 7             | Mario Cabrera          |     |
| 8             | Quique Ramos           |     |
| 9             | Jorge da Silva         |     |
| 10            | Jesús Landáburu        | 61e |
| 11            | Roberto Marina         |     |
|               |                        |     |
| Remplaçants : |                        |     |
| 12            | Balbino García         |     |
| 13            | Ángel Mejías (en)      |     |
| 14            | Quique Setién          | 61e |
| 15            | Pedraza Gómez          |     |
| 16            | Juan José Rubio        |     |
|               |                        |     |
| Entraîneur :  |                        |     |
| Luis Aragonés |                        |     |

| ·                 |                         |     |
| Titulaires :      |                         |     |
|                   |                         |     |
| 1                 | Viktor Chanov           |     |
| 2                 | Volodymyr Bezsonov      |     |
| 3                 | Sergueï Baltacha        | 38e |
| 4                 | Oleg Kuznetsov          |     |
| 5                 | Anatoli Demyanenko      |     |
| 6                 | Vasyl Rats              |     |
| 7                 | Pavel Yakovenko         |     |
| 8                 | Ivan Yaremchuk          |     |
| 9                 | Oleksandr Zavarov       | 70e |
| 10                | Igor Belanov            |     |
| 11                | Oleg Blokhine           |     |
|                   |                         |     |
| Remplaçants :     |                         |     |
| 12                | Mykhaylo Mykhaylov (en) |     |
| 13                | Vasyl Yevseyev (en)     |     |
| 14                | Andriy Bal              | 38e |
| 15                | Vadym Yevtushenko       | 70e |
| 16                | Oleksiy Mykhaylychenko  |     |
|                   |                         |     |
| Entraîneur :      |                         |     |
| Valeri Lobanovski |                         |     |